# Bataille de Țuțora
 (juillet 2024).
Ne doit pas être confondu avec Bataille de Cecora (1595).
Guerre polono-moldo-turque (1620-1621)
Guerres moldo-polonaises
La bataille de Țuțora (aussi appelée bataille de Cecora) opposa les forces de l'Union polono-lituanienne et de la principauté de Moldavie à une armée ottomane et à ses auxiliaires Nogais, entre le 17 septembre et le 7 octobre 1620 à proximité de la rivière Prut en Moldavie (aujourd'hui en Roumanie).

## Prodromes
L'échec d'ambassades de l'Union polono-lituanienne à Istanbul, et les violations répétées du traité de Busza (avec des raids frontaliers incessants tant du côté des Cosaques sujets de la république des Deux Nations, que des Tatars sujets ottomans), entrainèrent la dégradation des relations entre les Ottomans et l'Union. Les deux camps entrèrent en guerre avec une faible préparation. La Sejm refusa la plupart des fonds réclamés par les hetmans et, suivant les conseils d'émissaires des Habsbourgs, prit la décision de lancer ses forces, mal préparées, dès 1620 contre des forces turques qui comptaient entrer en guerre en 1621. L'hetman Stanisław Żółkiewski, décida de mener les combats sur un sol étranger et porta son choix sur le camp retranché de Ţuţora (ro), en principauté de Moldavie, fortifié lors de conflits précédents.
Les hetmans Zółkiewski et Koniecpolski arrivèrent en septembre 1620 avec leurs armées à Ţuţora. Le prince moldave Gaspar Gratiani, vassal de l'Empire ottoman, décida pourtant d'apporter son soutien aux Polonais, emprisonna des émissaires du sultan Osman II et attaqua leur escorte de janissaires à Jassy. Toutefois, en raison du pillage et de l'indiscipline des troupes de l'Union, les boyards moldaves furent peu nombreux à approuver le choix de Gratiani, et se dispersèrent pour défendre leurs domaines contre les cosaques polonais. Peu de boyards se joignirent aux combats et la plupart préférèrent attendre l'issue de la guerre pour se joindre au camp vainqueur.

## La bataille
Le 10 septembre, premier jour des combats, plusieurs escadrons moldaves changèrent de camp et attaquèrent les flancs des cosaques polonais qui, en manque de ravitaillement, avaient eu le tort de mettre à sac les villages moldaves voisins. Le 19 septembre, la défaite polonaise se précisait, mais les positions furent maintenues. Ce n'est que dix jours plus tard, une fois mangé le bétail réquisitionné dans les campagnes, que les forces de l'Union firent retraite et se désagrégèrent, perdant leur butin, au fur et à mesure que se rapprochaient les troupes ottomanes. Le 6 octobre, l'infanterie polonaise fut rattrapée par les Turcs et fut décimée, ses chefs étant capturés. La tête de Żółkiewski fut montrée sur une pique puis salée et envoyée au sultan. Après la mort du prince moldave Gaspar Gratiani le 29 septembre, assassiné dans le village de Branistea par deux boyards fidèles au prince Alexandru IV Iliaș (lui-même vassal fidèle des Ottomans), Iliaş fut appelé à gouverner la Moldavie.

## Conséquences
La campagne fut ensuite suspendue pendant l'hiver, mais les hostilités reprirent en 1621 avec une force accrue, ce qui mit le roi de Pologne dans une situation difficile puisque l'empereur Ferdinand II du Saint-Empire refusa de lui montrer sa reconnaissance et de lui envoyer une aide militaire.
Les Turcs firent partir une armée d'Edirne dans l'espoir de tirer l'avantage de la victoire de Ţuţora (ro) et de conquérir l'Ukraine[pas clair]. Néanmoins, cette armée fut stoppée lors de la bataille de Hotin et la guerre s'arrêta après le traité de Hotin, favorable aux Ottomans.
Faisant suite à cette guerre, Osman II tâcha de moderniser ses corps de janissaires indisciplinés. Ces derniers se rebellèrent et provoquèrent la déposition du sultan le 18 mai 1622.